# Ульріх Леман
Ульріх Леман (26 січня 1944) — швейцарський вершник.
Срібний призер Олімпійських Ігор 1976 року в командній виїздці.
Срібний призер Чемпіонату світу з виїздки 1978 року в командній виїздці, бронзовий призер 1986 року в командній виїздці.
Срібний призер Чемпіонату Європи з виїздки 1977 (командна виїздка), 1981 (командна виїздка), 1987 (командна виїздка) років, бронзовий призер 1975 (командна виїздка), 1979 (командна виїздка), 1989 (командна виїздка) років.